# 氰化亚金
氰化亚金是金的一种氰化物，化学式 AuCN。

## 制备
氰化亚金可以由氰化亚金钾和盐酸反应而成。
{\displaystyle \mathrm {K[Au(CN)_{2}]+HCl\longrightarrow AuCN+HCN+KCl} }
它也可以由三氯化金溶液和氰化钾反应而成。

## 性质
氰化亚金是无臭无味的黄色固体。它在空气中稳定，难溶于水和稀酸，可溶于碱金属氰化物、氢氧化钾、氨、硫代硫酸钠和硫化铵的溶液。干燥的氰化亚金加热时分解并产生金沉淀。潮湿的氰化亚金对光不稳定，会变成绿色。氰化亚金是六方晶系的，晶格参数 a = 3.40 Å，c = 5.09 Å。氰化亚金中的Au-C-N键是一条直线。